# Calophyllum morobensis
Calophyllum morobensis là một loài thực vật có hoa trong họ Calophyllaceae. Loài này được P.F.Stevens mô tả khoa học đầu tiên năm 1974.